# Moknine (délégation)
Moknine est une délégation tunisienne dépendant du gouvernorat de Monastir.
| Hommes | Classe d’âge | Femmes |
| ------ | ------------ | ------ |
| 1 160  | 75 ou +      | 1 655  |
| 5 147  | 60-74 ans    | 5 726  |
| 8 064  | 45-59 ans    | 8 120  |
| 10 274 | 30-44 ans    | 10 540 |
| 10 640 | 15-29 ans    | 10 797 |
| 13 198 | 0-14 ans     | 12 334 |